# رضوان (میامی)
رضوان شهری از توابع بخش کالپوش و مرکز آن، واقع در شهرستان میامی در استان سمنان است.

## جمعیت
بر پایه سرشماری عمومی نفوس و مسکن در سال ۱۳۹۵ جمعیت این شهر ۱٬۵۹۱ نفر (۴۵۲خانوار) بوده است.